# Scandiano
Scandiano (emilián nyelven Scandiân) település Olaszországban, Emilia-Romagna régióban, Reggio Emilia megyében. Lakosainak száma 25 686 fő (2023. január 1.). Scandiano Albinea, Casalgrande, Castellarano, Viano és Reggio Emilia községekkel határos.

## Népesség
A település lakossága az elmúlt években az alábbi módon változott:
| Lakosok száma | 25 663 | 25 758 | 25 686 |
|               | 2017   | 2018   | 2023   |

## Híres személyek
- itt született Villiam Vecchi (1948–2022) olasz labdarúgó